# NA-4111
La  NA-4111  es una carretera local perteneciente a la Red de Carreteras de Navarra que se inicia en PK 4,05 de NA-411 y termina en Itsaso. Tiene una longitud de 1,26 kilómetros.